# Nyctelius
 Nyctelius, ett släkte bland fjärilar som bland annat omfattar arten Nyctelius nyctelius. Släktet finns inte representerat i Norden.

## Arter
- Nyctelius aegialea
- Nyctelius agari
- Nyctelius ares
- Nyctelius coscinia
- Nyctelius nyctelius (Latreille, 1824)[4]
- Nyctelius paranensis